# José Velasco
José Velasco Delgado conocido como José Velasco (Piedras Chinas, Calvillo, 24 de agosto de 1898 - Aguascalientes, Aguascalientes, 30 de agosto de 1935) fue un guerrillero que alcanzó el grado de Teniente coronel en el Ejército Cristero.

## Vida personal
Hijo de Pablo Velasco y Sabina Delgado. Durante sus primeros años, se desempeñó como caporal en la Hacienda de La Cantera. A la edad de 20 años, contrajo matrimonio con Luisa Marín, con quien tuvo un hijo.
Participó en la Revolución mexicana en el bando Villista.

## Guerras Cristeras
En noviembre de 1926 se levantó en armas, tomando la cabecera municipal de Calvillo.  En enero de 1927 derrotó al 26vo regimiento en Calvillito, después al 54vo batallón en Cieneguilla y a los agraristas en Rincón de Romos. El 13 de julio del mismo año tomó la población de Genaro Codina; sus hombres incendiaron la biblioteca, los archivos del Juzgado Municipal, los libros y papeles de la Presidencia y los pertenecientes a la Junta de Mejoras Materiales.
En octubre de 1928 tomó Jesús María y Calvillo. En su mejor momento llegó a comandar hasta mil hombres que controlaban: Calvillo, San José de Gracia, Rincón de Romos, Jesus Maria, Pabellón de Arteaga, Tabasco y parte de la capital del estado de Aguascalientes. El 9 de mayo de 1929 al mando de 400 hombres atacó el rancho de Montesa, en Villa García, derrotando a agraristas y defensas locales. Participó junto a Manuel Ramirez en los atracos a trenes militares en los alrededores de Teocaltiche. En junio de 1929 entró en la ciudad de Aguascalientes, penetrando hasta la Plaza de San Marcos. Resistió rendirse durante los arreglos y solo aceptó después de que muchos de sus hombres lo hicieron, e incluso aceptó comandar tropas del gobierno, pero retornó a la sierra hidrocálida.
Volvió a levantarse en armas en 1932 durante la Segunda Guerra Cristera, para 1935 controlaba una gavilla cercana a 350 hombres. Sin embargo, no contaría con el apoyo popular que previamente tuvo. El 26 de mayo de 1935 mientras se encontraba en una reunión con otros cristeros fue emboscado, aunque Velasco consiguió huir, 9 cristeros fueron abatidos y otro más detenido.

#### Asesinato
El 29 de agosto de 1935 habían llegado a la ciudad de Aguascalientes Velasco y su acompañante Plácido Nieto, a pasar allí la noche y salir al día siguiente rumbo a Zacatecas para entrevistarse con otro jefe cristero. Se ocultaron por la noche en la casa número 51 de la calle León, que se encontraba vacía y en reparación. Al día siguiente, los dos cristeros recibieron la visita de las hijas de la dueña de la hacienda de Ojocaliente, con quienes conversaron unos momentos. En los momentos en que las jóvenes salían de la casa llegaron policías y militares comandados por el Teniente Óscar Sandoval. Entonces Velasco y Nieto pretendieron huir por las azoteas, pero fueron vistos y comenzaron a ser perseguidos a balazos. La persecución duró unas calles más hasta que ambos cristeros cayeron muertos por los impactos de bala. El cuerpo de Velasco fue exhibido en el palacio municipal de Aguascalientes y posteriormente sepultado por sus familiares en el panteón de Los Dolores en Calvillo.
Con la muerte de Velasco el movimiento cristero sería erradicado en toda Aguascalientes.

## Masacres
Velasco ha sido acusado de perpetrar La Masacre de La Blanquita de 1928 y La masacre de La Villita de 1935. A pesar de los señalamientos; investigaciones como las de Luis Rubio Hernansáez o de Margil de Jesús Canizales Romo, juicios posteriores en 1932 (en el caso de la blanquita) y memorias de su compañera cristera Jovita Valdovinos han desmentido su participación. Bajo el pretexto de buscar recursos para la guerra, secuestraba, asesinaba y extorsionaba a los hacendados más ricos de Calvillo. Una atenta carta como “invitación a cooperar” o la visita de un amable emisario realizando una “petición para su causa” eran un ultimátum de muerte. Si no recibía el oro, se cobraba con la vida del extorsionado.

### Asesinato de los hermanos Serna
La pérdida de apoyo popular de Velasco se debió, en parte, por asesinar a balazos a los hermanos David, Abraham y Refugio Serna. Los Serna eran queridos por la comunidad de Calvillo debido a que habían sido los constructores del templo de San José en 1919. Según el novelista Alejandro Basáñez Loyola el motivo de asesinato fue porque Velasco pidió a los hermanos una gran cantidad de dinero. El episodio enciende de furia y odio a la comunidad de Calvillo, que pone un precio aún más alto por la cabeza del asesino de las Piedras Chinas. Después del escandaloso incidente, Velasco, temiendo por su vida, se esconde en el puerto de Manzanillo.

## Anti-agrarismo[34]
Se ha señalado por autores como Jean Meyer los resentimientos que Velasco guardaba a los agraristas, ya que; si un soldado era capturado por los cristeros podía ser perdonado mientras que en el caso de un agrarista, era mandado a fusilar. Según una de sus proclamas, Velasco abogaba por un reparto de tierras alternativo centrado en el patrimonio familiar.

No se destruirá el reparto de tierras, antes bien se consolidará y haráse de nuevo... ni los antiguos ni los nuevos fraccionamientos implicarán por parte de los tenedores compromiso alguno político, como sucede hoy con el callismo. Se aplicará una muy especial atención a la creación del patrimonio familiar, haciendo a la familia poseedora de uno o varios lotes de terreno para su manutención, el cual patrimonio será inembargable, inalienable e indivisible. Si algún hacendado, latifundista, así como ejidatario, se declara u obra en contra de este MPL, será inexorable nuestra actitud. Los bienes de los grandes tiranos, así como de los pequeños, o sean los líderes, serán incautados en provecho del ejidatario, campesino y obrero
José Velasco (28 de febrero de 1935)

Velasco tenía buenas relaciones con algunos hacendados e incluso estos últimos contrataban a algunas gavillas cristeras para combatir agraristas y retardar el reparto de tierras.